# McCann (companie)

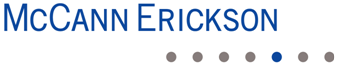
Logo-ul McCann Erickson

McCann (fostul McCann Erickson) este o agenție de publicitate din Statele Unite, o subsidiară a Interpublic.

## McCann Erickson România
Compania este prezentă în România prin grupul McCann Erickson România din care mai fac parte agențiile McCann Erickson - agenție de creație, Universal McCann - agenție de media, McCann PR, afiliată Weber Shandwick - agenție de PR, Momentum - agenție de BTL, BrandTailors - agentie de branding, MRM Partners - agenție de digital marketing. McCann Erickson România este cel mai mare grup de publicitate de pe piața românească.
Cifra de afaceri:
- 2009: 55,5 milioane euro[3]
- 2008: 85 milioane euro[1]
- 2007: 61,4 milioane euro[1]

Venit net în 2008: 2 milioane euro